# وو تشاو (متزحلق حر)
وو تشاو (بالصينية: 吴超) هو متزحلق حر صيني، ولد في 7 سبتمبر 1987 في جيلين في الصين.

## وصلات خارجية
- وو تشاو على موقع الاتحاد الدولي للتزلج (التزلج الحر) (الإنجليزية)
- وو تشاو على موقع أوليمبيديا (الإنجليزية)
- وو تشاو على موقع اللجنة الأولمبية الصينية (الإنجليزية)